# Saison 1 de Stargate Atlantis
Pour les articles homonymes, voir Tempête (homonymie).
Chronologie
Saison 2
Cet article présente le guide des épisodes de la première saison de la série télévisée Stargate Atlantis qui se déroule parallèlement à l'action de la saison 8 de Stargate SG-1.

## Distribution

### Casting principal
- Joe Flanigan (VF : Pierre Tessier) : Major John Sheppard
- Torri Higginson (VF : Ariane Deviègue) : Docteur Elizabeth Weir
- Rachel Luttrell (VF : Gaëlle Savary) : Teyla Emmagan
- David Hewlett (VF : Jérôme Rebbot) : Docteur Meredith Rodney McKay
- Paul McGillion (VF : Guillaume Lebon) : Docteur Carson Beckett
- Rainbow Sun Francks : Lieutenant Aiden Ford

### Invités
- Richard Dean Anderson : Brigadier-Général Jack O'Neill (épisode 1)
- Michael Shanks : Dr Daniel Jackson (épisode 1)
- Don S. Davis : Major-Général Georges Hammond (épisode 9)
- Amanda Tapping : Lieutenant-Colonel Samantha Carter (épisode 17)
- Robert Patrick : Colonel Marshall Sumner (épisodes 1,2 et 15 (flashback))
- Gary Jones : Sergent Walter Harriman (épisodes 9 et 17)
- Clayton Landey : Colonel Dillon Everett (épisode 20)

## Épisodes

### Épisode 1:Une nouvelle ère (1/2)
- États-Unis : 16 juillet 2004
- France : 22 juin 2010 sur NRJ 12

- Robert Patrick (Colonel Marshall Sumner)
- Richard Dean Anderson (Général Jack O'Neill)
- Christopher Heyerdahl (Halling)
- Garwin Sanford (Simon Wallace)
- Michael Shanks (Dr Daniel Jackson)
- Craig Veroni (Dr Peter Grodin)
- Dean Marshall (Sergent Bates)

### Épisode 2:Une nouvelle ère (2/2)
- États-Unis : 16 juillet 2004
- France : 22 juin 2010 sur NRJ 12

- Robert Patrick (Colonel Marshall Sumner)
- Christopher Heyerdahl (Halling)
- Craig Veroni (Dr Peter Grodin)
- Andee Frizzell (Reine Wraith)

### Épisode 3:Invulnérable
- États-Unis : 23 juillet 2004
- France : 22 juin 2010 sur NRJ 12

- Christopher Heyerdahl (Halling)
- Craig Veroni (Dr Peter Grodin)

### Épisode 4:38 minutes
- États-Unis : 30 juillet 2004
- France : 22 juin 2010 sur NRJ 12

- Ben Cotton (Dr Peter Kavanagh)
- Craig Veroni (Dr Peter Grodin)
- Fiona Hogan (Dr Simpson)
- Christopher Heyerdahl (Halling)
- David Nykl (Dr Radek Zelenka)

### Épisode 5:Soupçons
- États-Unis : 6 août 2004
- France : 30 août 2010 sur NRJ 12

- Christopher Heyerdahl (Halling)
- Ross Hull (Dr Corrigan)

### Épisode 6:La Fin de l'innocence
- États-Unis : 13 août 2004

- Courtenay J. Stevens (Keras)
- Dominic Zamprogna (Aries)

### Épisode 7:Sérum
- États-Unis : 20 août 2004

- Alan Scarfe (Chancellier Druhin)
- Allison Hossack (Perna)

### Épisode 8:Apparences
- États-Unis : 27 août 2004

- Colm Meaney (Commandant Cowen)
- Ari Cohen (Tyrus)
- Craig Veroni (Dr Peter Grodin)
- Erin Chambers (Sora)

### Épisode 9:Retour sur Terre
- États-Unis : 10 septembre 2004

- Don S. Davis (Général George Hammond)
- Garwin Sanford (Simon Wallace)

### Épisode 10:En pleine tempête (1/2)
- États-Unis : 17 septembre 2004

- Robert Davi (Commandant Acastus Kolya)
- Colm Meaney (Commandant Cowen)
- Ryan Robbins (Ladon Radim)
- Erin Chambers (Sora)

### Épisode 11:En pleine tempête (2/2)
- Canada : 8 novembre 2004 sur The Movie Network
- États-Unis : 21 janvier 2005

- Robert Davi (Commandant Acastus Kolya)
- Don Ackerman (Doran)
- Ryan Robbins (Ladon Radim)
- Erin Chambers (Sora)

### Épisode 12:Duel
- Canada : 15 novembre 2004 sur The Movie Network
- États-Unis : 28 janvier 2005

- Paul Magel (Dr Abrams)
- Richard Ian Cox (Dr Brendan Gaul)

### Épisode 13:Virus
- Canada : 22 novembre 2004 sur The Movie Network
- États-Unis : 4 février 2005

- Craig Veroni (Dr Peter Grodin)
- Damon Johnson (Dr Peterson)
- Lindsay Collins (Dr Biro)

### Épisode 14:Hors d'atteinte
- Canada : 29 novembre 2004 sur The Movie Network
- États-Unis : 11 février 2005

- Leonor Varela (Chaya Sar/Athar)
- Robert Thurston (Zarah)
- Craig Veroni (Dr Peter Grodin)

### Épisode 15:Le Grand Sommeil
- Canada : 6 décembre 2004 sur The Movie Network
- États-Unis : 18 février 2005

- David Nykl (Dr Radek Zelenka)
- Matthew Walker (Moros)
- Gildart Jackson (Janus)

### Épisode 16:La Communauté des quinze
- Canada : 3 janvier 2005 sur The Movie Network
- États-Unis : 25 février 2005

- Jana Mitsoula (Sœur Allina)
- Grahame Andrews (Frère Porta)
- David Nykl (Dr Radek Zelenka)
- Dean Marshall (Sergent Bates)
- Chuck Campbell (Sergent Chuck)

### Épisode 17:Derniers Messages
- Canada : 10 janvier 2005 sur The Movie Network
- États-Unis : 4 mars 2005

- Terence Kelly (Orin)
- Ben Cotton (Dr Peter Kavanagh)
- Peter Graham-Gaudreau (Arja)
- Amanda Tapping (Lieutenant-Colonel Samantha Carter)
- Gary Jones (Sergent Walter Harriman)
- David Nykl (Dr Radek Zelenka)
- Manami Hara (Dr Miko Kusanagi)
- Dean Marshall (Sergent Bates)
- Chuck Campbell (Sergent Chuck)

### Épisode 18:Sous hypnose
- Canada : 17 janvier 2005 sur The Movie Network
- États-Unis : 11 mars 2005

- Ben Cotton (Dr Peter Kavanagh)
- Brenda McDonald (Charin)
- James Lafazanos (Commandant Wraith)
- Claire Rankin (Dr Kate Heightmeyer)
- David Nykl (Dr Radek Zelenka)
- Dean Marshall (Sergent Bates)

### Épisode 19:Assiégés (1/3)
- Canada : 24 janvier 2005 sur The Movie Network
- États-Unis : 18 mars 2005

- David Nykl (Dr Radek Zelenka)
- Craig Veroni (Dr Peter Grodin)
- Rob Avery (Lieutenant Lou Miller)
- Chuck Campbell (Sergent Chuck)

### Épisode 20:Assiégés (2/3)
- Canada : 31 janvier 2005 sur The Movie Network
- États-Unis : 25 mars 2005

- James Lafazanos (Commandant Wraith)
- Christopher Britton (Prenum)
- Clayton Landey (Colonel Dillon Everett)
- David Orth (Capitaine Radner)
- Chuck Campbell (Sergent Chuck)